# 山下麻由美
山下麻由美（日语：／ Yamashita Mayumi，1975年11月22日—），日本女子柔道运动员。她曾代表日本参加2000年夏季奥林匹克运动会柔道比赛，获得一枚铜牌。她也曾在1999年夏季世界大学生运动会上获得银牌。